# Langues mangyanes du Sud
Les langues mangyanes du Sud (ou langues mindoro du Sud) sont un des petits groupes de langues composant les langues grandes philippines centrales. Ces dernières font partie des langues philippines, un des rameaux de la branche malayo-polynésienne des langues austronésiennes. 
Les langues mangyanes du Sud sont parlées aux Philippines, sur l'île de Mindoro. Elles ne sont pas génétiquement directement liées aux langues mangyanes du Nord qui se rattachent à un autre sous-groupe des langues philippines, le luzon central.

## Classification

Les langues philippines, entourées en bleu

Blust (1991) classe les langues mangyanes du Sud à l'intérieur du groupe du grand philippin central. Les langues sont :
- hanunóo
- buhid
- batangan occidental ou tawbuid occidental
- batangan oriental ou tawbuid oriental

## Sources
- (en) Liao, Hsiu-Chan, A Typology of First Person Dual pronouns and their Reconstructibility in Philippine Languages, Oceanic Linguistics, 47:1, pp. 1-29, 2008.